# Molenburk
Molenburk (německy Mollenburg) je část obce Vysočany v okrese Blansko v Jihomoravském kraji. Leží v Drahanské vrchovině přibližně 10 km jihovýchodně od Boskovic. V roce 1964 byl sloučen s obcí Housko a společně vytvořily novou obec Vysočany.

## Historie
Oblast dnešního Molenburku byla osídlena již ve středověku, ale starší vesnice zde nevznikla. Okolní lesy byly využívány jako pastviny a k těžbě dřeva. Molenburk byl založen v roce 1724 Karlem Ludvíkem z Rogendorfu, majitelem rájeckého panství. Název vesnice je odvozen od šlechtického titulu svobodný pán z Mollenburku. První obyvatelé přišli z okolních vesnic – Lipovce, Ostrova, Kulířova či Boskovic – a osídlili zdejší oblast za výhodných podmínek s nízkým nájemným.
V roce 1793 měl Molenburk 32 domů a 230 obyvatel. Hlavní obživou bylo zemědělství, dřevařství a výroba vápna. Ve 40. letech 19. století se zde rozšířilo vápenictví, tkalcovství a uhlířství, které zásobovalo blanenské hutě. V letech 1864–1874 byl v Molenburku postaven kostel svatého Cyrila a Metoděje. Prvním farářem se v roce 1877 stal P. Vendelín Hrubý. V roce 1817 byla vystavěna první škola, kterou financoval Hugo František ze Salm-Reifferscheidtu. Kvůli rostoucímu počtu dětí byla v roce 1891 rozšířena o další třídu. Roku 1892 byl v obci založen Sbor dobrovolných hasičů. O rok později zde vypukl rozsáhlý požár, který zničil 83 domů a připravil o majetek 44 rodin.

## 20. století a sloučení s Houskem
Během první světové války bylo z Molenburku odvedeno 132 mužů, z nichž 19 padlo, 28 bylo zajato a 8 bojovalo v československých legiích. V roce 1924 byly po sedmi letech mlčení znovu instalovány kostelní zvony, které během války daroval místní rodák František Hebelka. O tři roky později byla obec elektrifikována a dne 30. prosince 1927 poprvé rozsvítilo elektrické světlo.
 Za protektorátu v roce 1942 bylo oznámeno rozšíření vojenské střelnice u Vyškova, do jejíhož obvodu spadala i obec Molenburk. V roce 1944 začalo postupné vystěhování obyvatel. Dne 28. října 1944, na výročí vzniku Československa, převzaly německé úřady správu obce a veškeré písemnosti byly odvezeny do Vyškova. Molenburk tak de facto dočasně zanikl.
V roce 1964 došlo ke sloučení Molenburku a Houska do společné obce Vysočany.

## Galerie

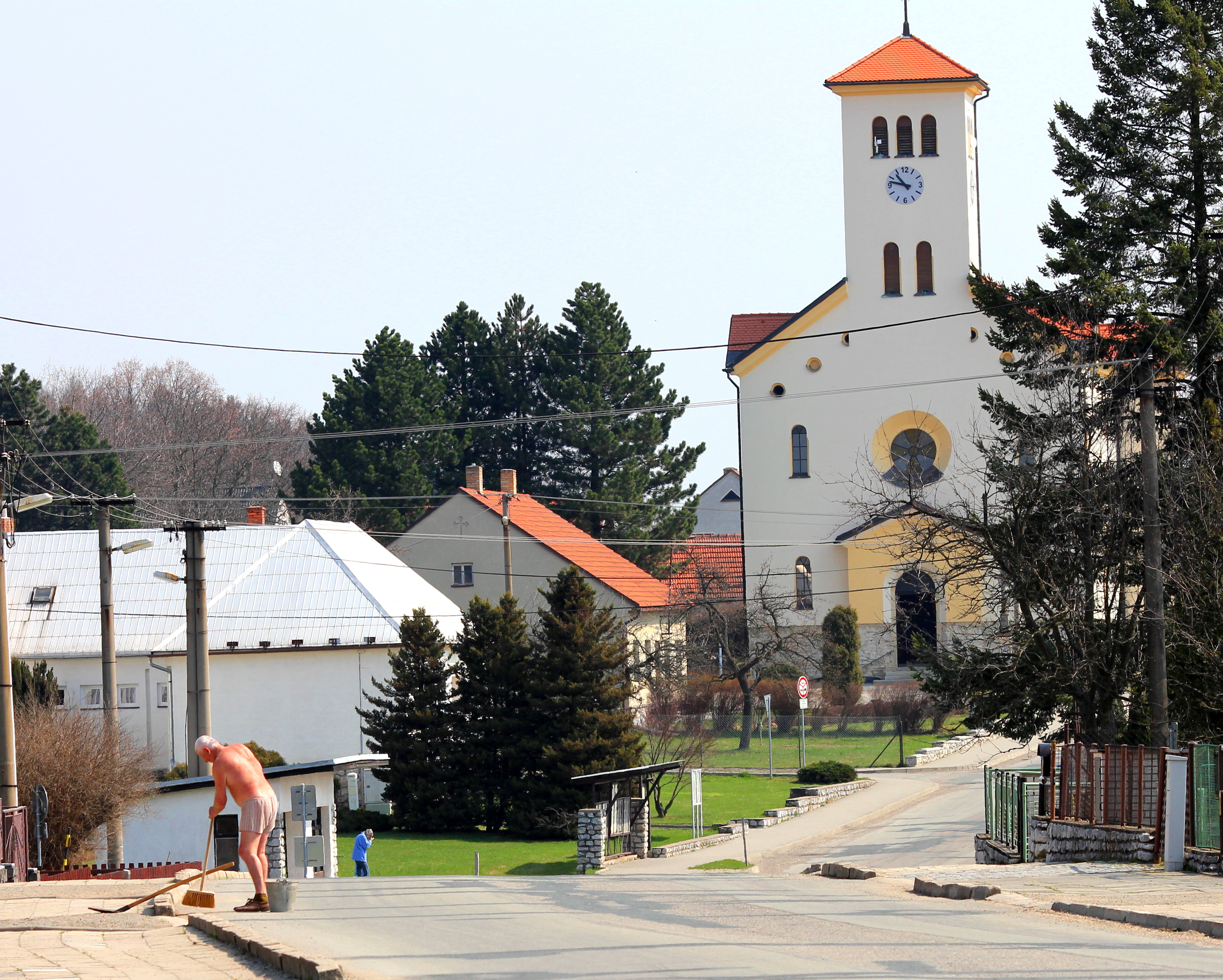
Molenburk – pohled na kostel
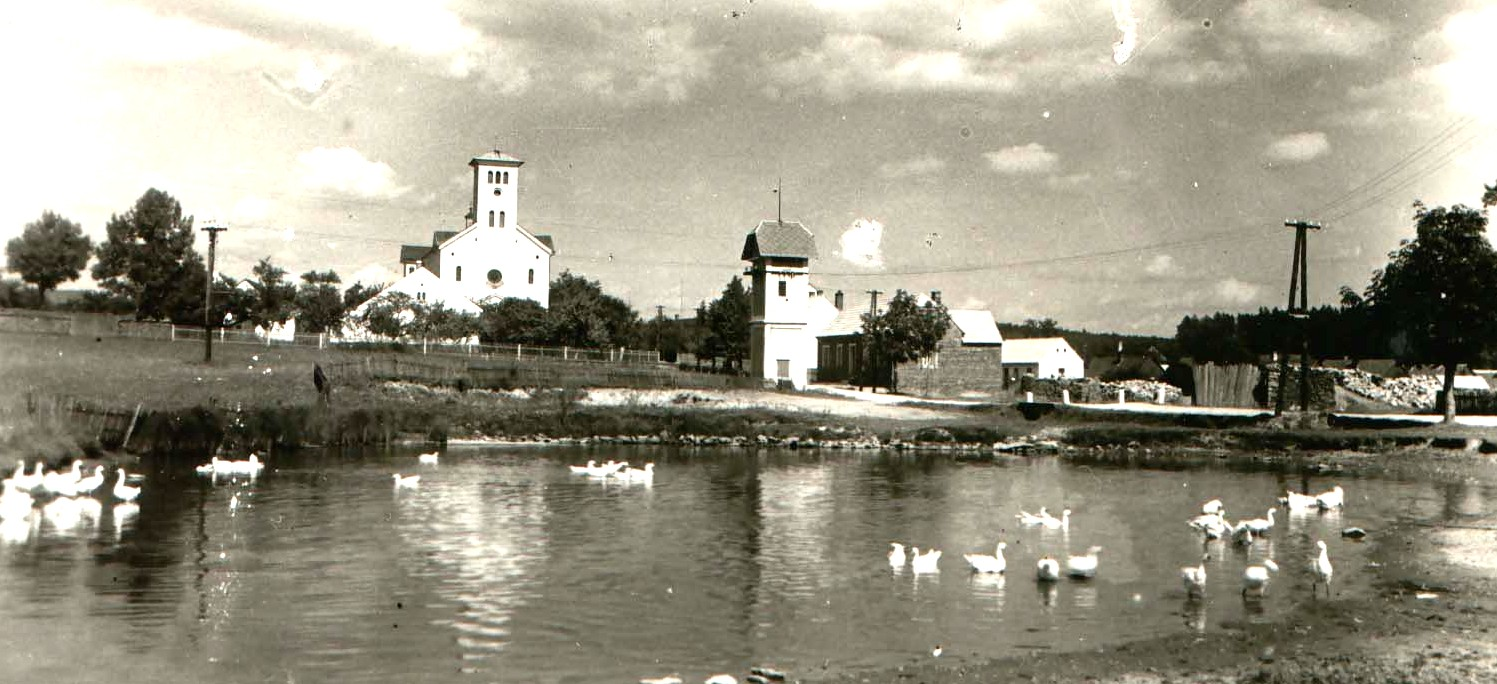
Molenburk po elektrifikaci
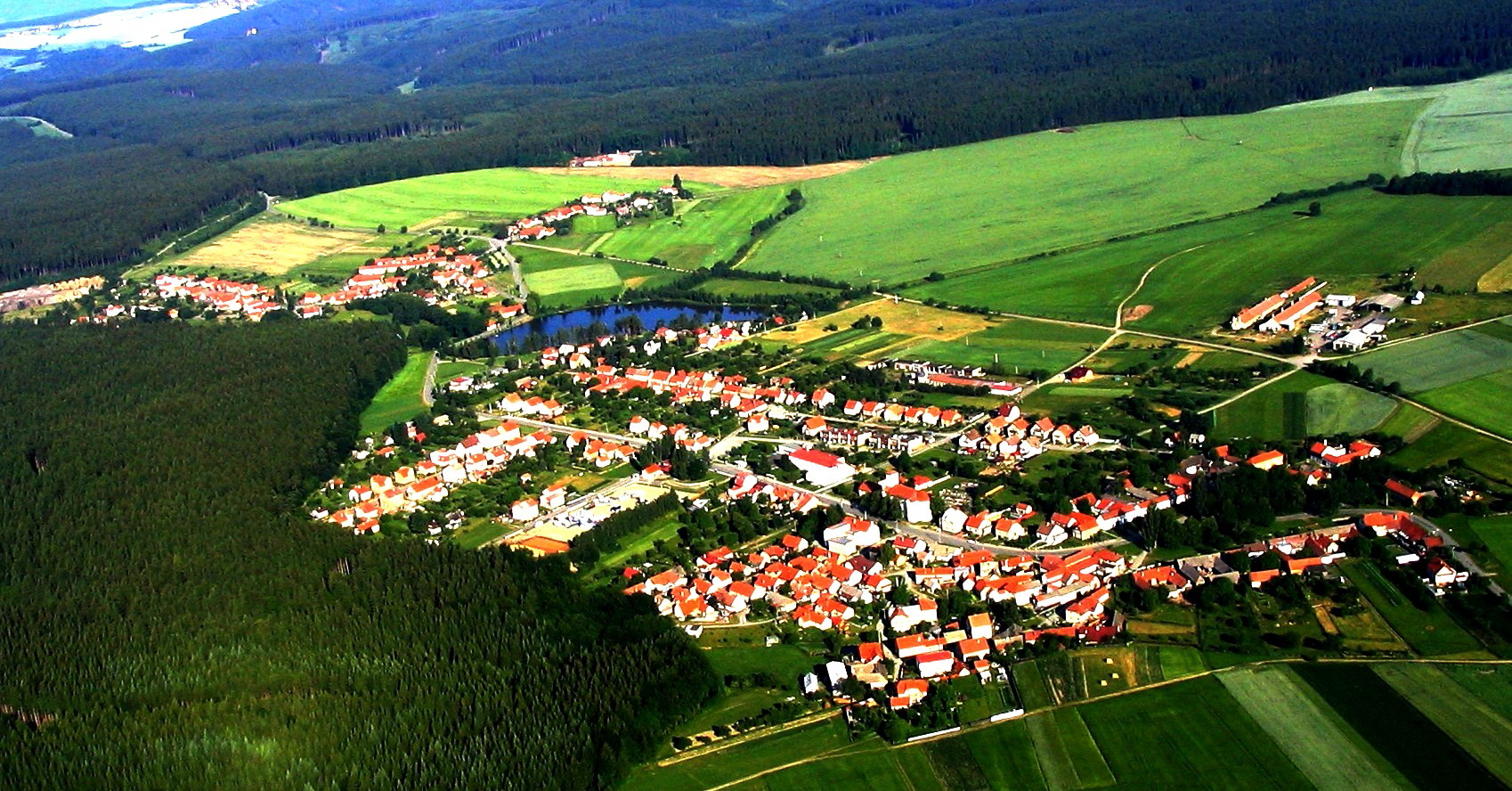
Letecký pohled na Molenburk